# 包森 (1911年)
包森（1911年7月21日—1942年），本名趙寶森，陝西蒲城縣三合乡趙家村人。八路軍晋察冀军区第十三支隊暨冀東軍分區副司令員，打响了房山縣抗日第一槍。

## 生平
1927年考入蒲城縣第一高級中學，1930年入三原縣省立第三中學就讀。1937年3月，包至延安抗日軍政大學學習，同年到晉察冀抗日根據地獨立一師工作，任三十三大隊總支部書記。1938年3月29日，包來到原房山五區南窖村並在此建立了抗日人民救國軍、抗日救國會，同年參與冀東武裝抗日暴動並在暴動發生的前一個月生擒天皇表弟、憲兵大佐赤本。1939年8月，冀東的部隊統一編為八路軍十三支隊，李運昌任司令員，包森為副司令員。1942年2月17日在偵查過程中遭日軍狙擊手擊中胸口殉國。
其遺體安葬于河北省唐山市的冀东烈士陵园。

## 紀念

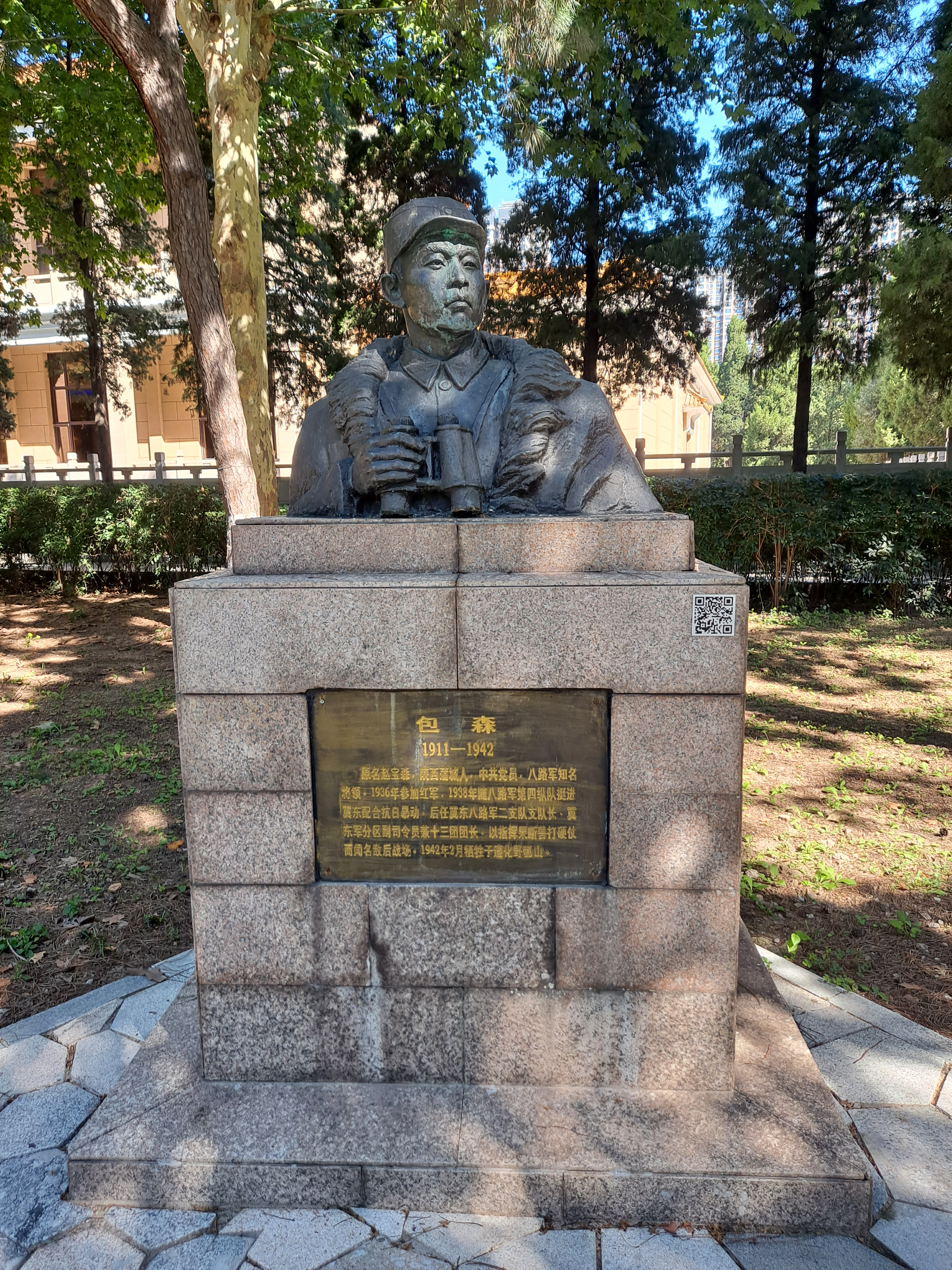
冀东烈士陵园包森铜像

《凝血磚》為中共歌頌包森的長篇小說。《平原遊擊隊》、《劍吼長城東》兩部電影中的主角原形皆為包森。
1984年清明時，在包森烈士犧牲地樹起一座紀念碑，碑為正方形，正面鐫刻著「包森烈士永垂不朽」八個大字。
2014年9月14日民政部公佈的第一批著名抗日英烈。
包森故居初建于清光绪七年（1882年），由其堂祖父赵鼎五所建，坐北朝南，关中典型民居建筑，整体建筑属于砖木结构，分东西两院，东院为正院，西院为偏院。东院原为三进式布局，有门房、前厢房、厅房、后厢房、上房，现仅存门房、前厢房、厅房。西院已毁。现存院落东西宽11.9米，南北长55米，建筑面积286平方米。2019年3月蒲城县人民政府接受包森后裔的捐赠将其故居建为“红色教育基地”。2019年7月8日蒲城县人民政府公布包森故居为第六批县级文物保护单位，保护范围为故居围墙以内；建设控制地带为保护范围四周外延10米。经保护修缮和布展后2019年10月1日正式对外开放。2019年，包森故居被蒲城县关心下一代工作委员会授予为“青少年教育基地”。2020年8月，被蒲城县教育局、蒲城县文化和旅游局授予“蒲城县中小学生研学教育实践基地”。

## 評價
|          | 中國的夏伯陽 |
| ——葉劍英 |              |

|          | 包森在冀東是打天下的 |
| ——李運昌 |                      |

### 書籍
- . 中共党史出版社. 2005. ISBN 9787801992147.